# Prorivulus auriferus
Prorivulus auriferus – gatunek ryby z rodziny strumieniakowatych (Rivulidae), jedyny przedstawiciel rodzaju Prorivulus.